# Cyrtandra aurantiicarpa
Cyrtandra aurantiicarpa är en tvåhjärtbladig växtart som beskrevs av Margaret Clark Gillett. Cyrtandra aurantiicarpa ingår i släktet Cyrtandra och familjen Gesneriaceae. Inga underarter finns listade i Catalogue of Life.